# RobinSamse
RobinSamse er en dansk YouTube-kanal ejet af forlovede par Robin Dekker Madsen og Samrita Kaur. Kanalen var tidligt en af Danmarks mest sete og fulgte YouTube-kanaler, og har cirka 230.000 abonnenter. Kanalens videoer er set over 263 millioner gange (2024).
Robin Madsens solokanal RobinKaja har cirka 120.000 abonnenter, og parret ejer også en tredje Youtube-kanal kaldet Robin & Sammie med cirka 79.400 abonnenter.

## Robin og Samrita
Robin Dekker Madsen startede på YouTube den 22. oktober 2007, hvor han sammen med sin lillesøster Kaja oprettede kanalen RobinKaja. Kaja faldt hurtigt fra, hvorefter Robin begyndte at uploade videoer om teknologi og spil på engelsk. Senere hen begyndte han at ændre sin kanal til dansk, hvor han snakkede om sine interesser, gadgets, spil og besvarede folks spørgsmål. Han valgte at beholde navnet RobinKaja, som stadig er i brug den dag i dag.
Indholdet på RobinKaja er i dag stadigvæk fokuseret på teknologi, gaming og kodning, og appellerer også til et ældre publikum end resten af kanalerne med det detaljerede og dybdegående content.
Robin Madsen arbejdede tidligere på websitet ShockNews, hvor han grundet stridigheder med ledelsen blev afskediget. Sammen med to andre Habbo-brugere etablerede han i 2009 fansitet Zabbo, og det var her, han første gang mødte Samrita Kaur, der var en af de første oprettede brugere.
Robin Madsen og Samrita Kaur oprettede deres fælles kanal RobinSamse den 21. maj 2012. Kanalen er især kendt for serien Minecraft Expeditionen, som omhandlede spillet Minecraft. 
I starten hørte både gamingindholdet og real-life-indholdet (vlogs etc.) under kanalen RobinSamse, men i 2017 rykkede de real-life-indholdet over på en ny kanal, Robin & Samrita (nu Robin & Sammie). Her blev der uploadet en video ca. en gang om ugen oveni de allerede daglige videoer på RobinSamse.